# Котлярова Ольга Іванівна
Ольга Іванівна Котлярова (рос. Ольга Ивановна Котлярова; нар. 12 квітня 1976) — російська легкоатлетка, яка спеціалізувалася на бігу на короткі дистанції та бігу на середні дистанції.
На внутрішніх змаганнях в Росії представляла Свердловську область.

## Спортивні досягнення
Бронзова олімпійська призерка з естафетного бігу 4×400 метрів (2000). Фіналістка (5-е місце) олімпійських змагань з естафетного бігу 4×400 метрів (1996) та бігу на 400 метрів (2000). Також брала участь в олімпійських змаганнях з бігу на 400 метрів на Іграх в Атланті (1996), де зупинилась на чвертьфінальній стадії.
Чемпіонка світу з естафетного бігу 4×400 метрів (1999). Фіналістка чемпіонатів світу у змаганнях з бігу на 800 метрів (4-е місце, 2007), естафетного бігу 4×400 метрів (1997) та 400 метрів (8-е місце, 1999).
Чотириразова чемпіонка світу в приміщенні з естафетного бігу 4×400 метрів (1997, 1999, 2001, 2004). Срібна призерка чемпіонату світу в приміщенні з бігу на 400 метрів (2001). Фіналістка (5-е місце) чемпіонату світу в приміщенні з бігу на 800 метрів (2006).
Тричі була 3-ю на Кубках світу — з естафетного бігу 4×400 метрів (1998, 2006) та бігу на 800 метрів (2006). Також була 5-ю на Кубку світу з бігу на 400 метрів (1998).
Фіналістка (4-е місце) чемпіонату світу серед юніорів з естафетного бігу 4×400 метрів (1994).
Чемпіонка Універсіади з естафетного бігу 4×400 метрів (1997). Срібна призерка Універсіади з бігу на 400 метрів (1997).
Чемпіонка Європи з бігу на 800 метрів (2006). Срібна призерка чемпіонату Європи з естафетного бігу 4×400 метрів (1998). Бронзова призерка чемпіонату Європи з бігу на 400 метрів (1998).
Срібна призерка чемпіонату Європи в приміщенні з бігу на 400 метрів (1996).
Чемпіонка Європи серед юніорів з бігу на 400 метрів (1995). Срібна призерка чемпіонату Європи серед юніорів з естафетного бігу 4×400 метрів (1995).
Була першою на Кубках Європи з естафетного бігу 4×400 метрів (1997, 1999) та бігу на 400 метрів (2004). Також на Кубках Європи була другою з бігу на 400 метрів (1999) та третьою з бігу на 400 метрів (1997) та естафетного бігу 4×400 метрів (1996).
Чемпіонка Росії з бігу на 400 метрів (1998), 800 метрів (2007) та естафетного бігу 4×400 метрів (2006). Срібна призерка чемпіонатів Росії з бігу на 400 метрів (2000) та естафетного бігу 4×400 метрів (1995). Бронзова призерка чемпіонатів Росії з бігу на 400 метрів (1996, 1999) та естафетного бігу 4×400 метрів (2003).
Чемпіонка Росії в приміщенні з бігу на 400 метрів (1996, 1997, 2001), 800 метрів (2006) та естафетного бігу 4×800 метрів (2008, 2009).
Чотириразова рекордсменка світу в приміщенні з естафетного бігу 4×400 метрів — 3.26,84 (1997), 3.24,25 (1999), 3.23,88 (2004) та 3.23,37 (2006).
Упродовж 2004—2023 володіла вищим світовим досягненням в приміщенні (на короткій доріжці) з бігу на 600 метрів — 1.23,44 (2004).

## Визнання
- Заслужений майстер спорту Росії (1998)
- Медаль ордена «За заслуги перед Вітчизною» II ступеня (2001)